# Peter Terting
Peter Terting, né le 19 février 1984 à Kempten est un pilote automobile allemand.

## Carrière
- 2000 : Formule BMW Junior, 5e (1 victoire)
- 2002 : ADAC Volkswagen Cup, champion (3 victoires)
- 2003 : DTM, 16e
- 2004 : Seat Leon Cup allemande, 2e (5 victoires)
  - DTM, non classé
- 2005 : WTCC, 12e (1 victoire)
- 2006 : WTCC, 9e

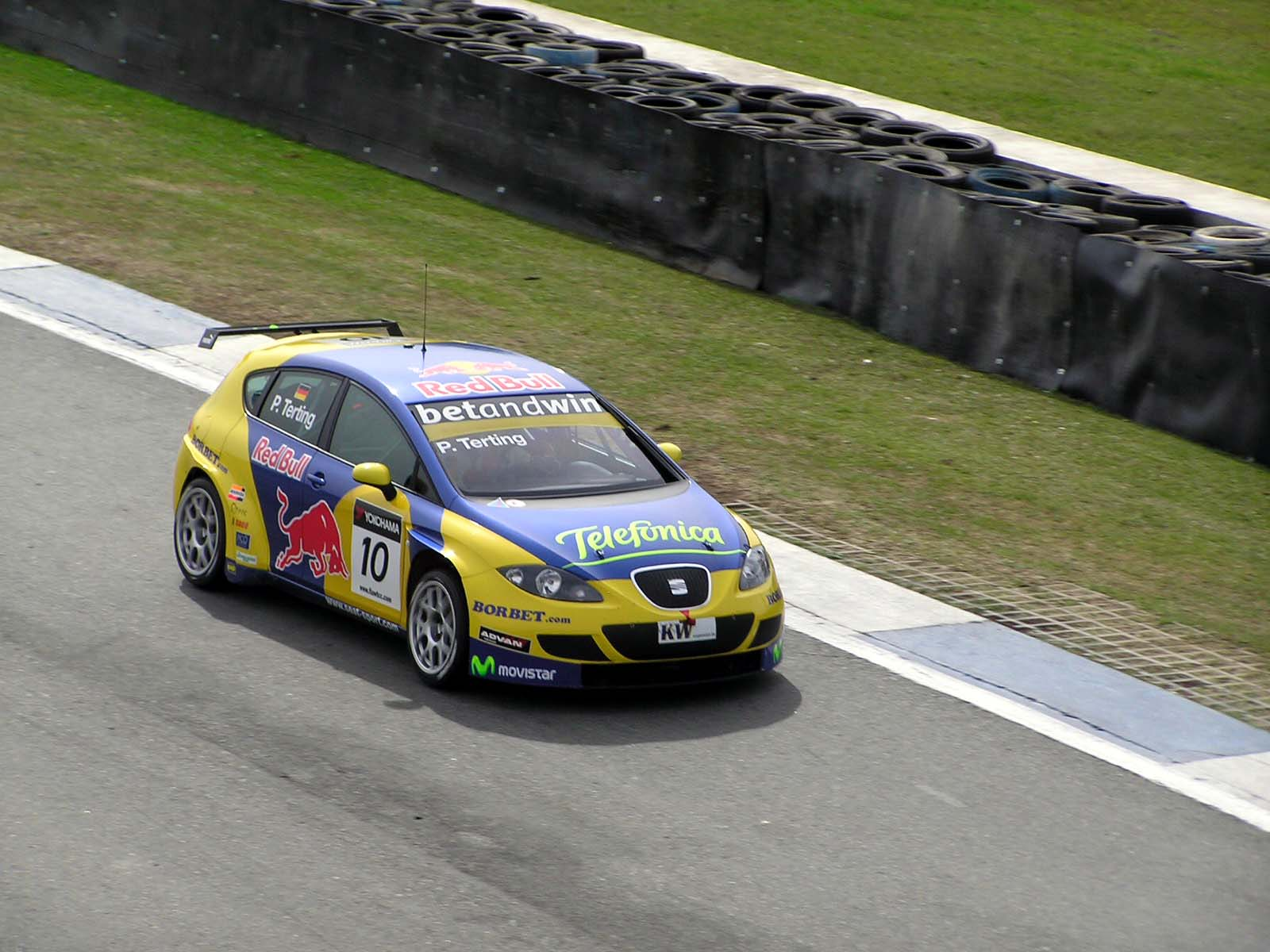
Peter Terting en WTCC en 2006.

- 2007 : International GT Open GTA, 14e
  - Championnat GT espagnol, non classé
  - WTCC, non classé
- 2008 : ADAC GT Masters, non classé
  - 10e aux 24 heures du Nürburgring
- 2009 : ADAC GT Masters, 19e